# Yuan shuai
Yuan shuai (元帥) foi uma patente militar chinesa correspondente a marechal nas Forças Armadas de outros países. Foi concedida a generais que se distinguiram durante vários períodos da História da China. Uma patente mais elevada, a de Da yuan shuai (大元帥), que corresponde a generalíssimo, também existiu.

## Dinastia Song
- Yue Fei

## República da China
- Chiang Kai-shek

## China

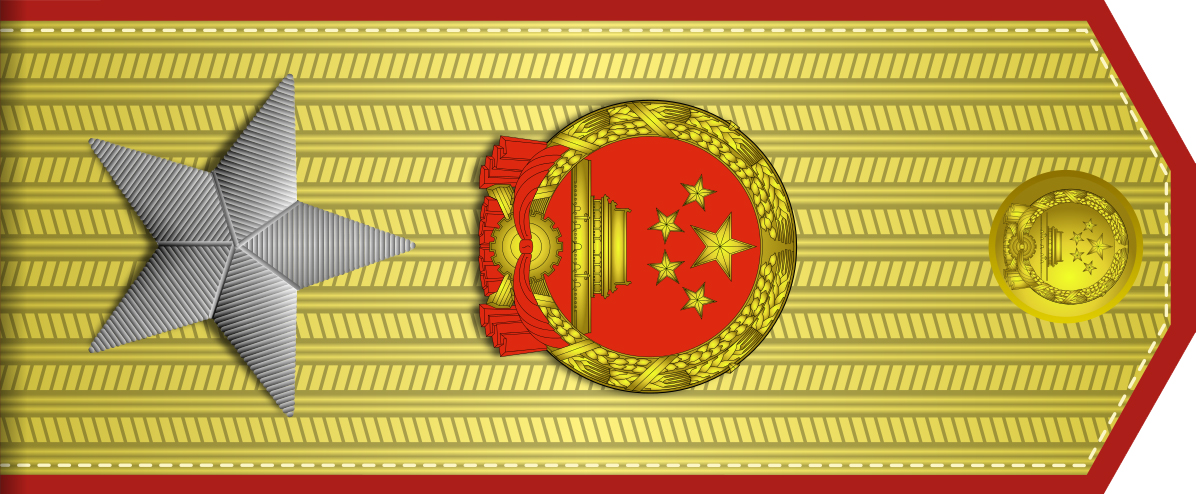
Platina da patente de marechal (yuan shuai) no Exército de Libertação Popular, inspirada na patente de marechal da União Soviética.

A patente de yuan shuai foi concedida a generais veteranos do Exército de Libertação Popular em 1955. Entretanto, foi extinta em 1965 e jamais restabelecida. Dentre os detentores da patente estão:
- Zhu De[2]
- Peng Dehuai
- Lin Biao
- Liu Bocheng
- Ye Jianying

## Observação
Este artigo foi vertido para o português com base no texto do artigo correspondente da Wikipédia em inglês.